# Der Schloßherr von Hohenstein
Der Schloßherr von Hohenstein è un film muto del 1917 scritto, prodotto e diretto da Richard Oswald.

## Produzione
Il film fu prodotto dalla Richard Oswald-Film GmbH (Berlin).

## Distribuzione
A Berlino, ottenne il visto di censura No. 40807 che ne vietava la visione ai minori.
Il film fu presentato al Tauentzienpalast nel settembre 1917.